# Jewgeni Gennadjewitsch Kabajew
Jewgeni Gennadjewitsch Kabajew (russisch Евгений Геннадьевич Кабаев; * 28. Februar 1988 in Leningrad, Russische SFSR, Sowjetunion) ist ein russischer Fußballspieler.

## Karriere
Jewgeni Kabajew erlernte das Fußballspielen in der Jugendmannschaft vom FC Kolomyagi St. Petersburg in St. Petersburg. Von 2009 bis Juli 2010 spielte er in Estland bei JK Kalev Sillamäe. 2010 wechselte er kurzzeitig zu Kohtla-Järve JK Järve. Im gleichen Jahr verließ er Estland und ging nach Finnland, wo er sich Oulun Palloseura aus Oulu anschloss. Anfang 2011 unterschrieb er einen Vertrag beim russischen Viertligisten FK Dynamo Sankt Petersburg in St. Petersburg. Im gleichen Jahr wechselte er zum Ligakonkurrenten FK Karelia Petrosawodsk nach Petrosawodsk. Anfang 2012 kehrte er wieder zu seinem ehemaligen Club JK Kalev Sillamäe zurück. Hier spielte er bis Ende 2016. Von Anfang 2015 bis Mitte 2015 spielte er in Indonesien bei Persija Jakarta. Ob er dorthin ausgeliehen oder verkauft wurde, ist unbekannt. In seiner Zeit in Sillamäe wurde er 2016 Torschützenkönig mit 25 Toren. 2017 unterzeichnete er einen Vertrag in Tschechien bei Bohemians Prag 1905. Der Club aus Prag spielte in der ersten Liga, der 1. česká fotbalová liga. Mitte 2018 verließ er Prag und ging nach Chabarowsk. Bei dem russischen Club FK SKA-Chabarowsk spielte er ein Jahr in der zweiten Liga, der Perwenstwo FNL. Über die estnische Station FC Levadia Tallinn (Juli bis August) ging er im September 2019 nach Honduras, wo er in Minas einen Vertrag bei CD Real de Minas unterschrieb. Mit dem Club spielte er fünfmal in der ersten Liga, der Liga Nacional de Fútbol Profesional de Honduras. 2020 wechselte er nach Asien. Hier nahm ihn der thailändische Club Samut Sakhon FC unter Vertrag. Der Verein aus Samut Sakhon spielt in der zweiten Liga des Landes, der Thai League 2. Nach elf Zweitligaspielen wechselte er Ende Dezember 2020 zum Ligakonkurrenten Sisaket FC nach Sisaket. Am Ende der Saison stieg er mit Sisaket in die dritte Liga ab. Für den Zweitligisten absolvierte er 15 Spiele. Im Mai 2021 verließ er Sisaket und wechselte nach Chiangmai. Hier schloss er sich dem Zweitligisten Chiangmai FC an. Hier spielte er eine Saison, erzielte 2 Treffer in 14 Ligaspielen und verließ den Verein wieder. Vom 1. Juni 2022 bis Dezember 2022 war er vertrags- und vereinslos. Im Januar 2023 verpflichtete ihn der thailändische Drittligist Samut Songkhram FC. Mit dem Verein aus Ubon Ratchathani spielte er achtmal in der Western Region der Liga. Nach der Saison wechselte er im Sommer 2023 in seine Heimat, wo er einen Vertrag beim FC Sever Murmansk in Murmansk unterschrieb.

## Erfolge
JK Kalev Sillamäe
- Estnischer Vizemeister: 2009, 2014
- Estnischer Pokalfinalist: 2015/2016

## Auszeichnungen
Meistriliiga
- Torschützenkönig: 2016 (25 Tore/JK Kalev Sillamäe)[5]